# 日本伝統医療科学大学院大学
日本伝統医療科学大学院大学（にほんでんとういりょうかがくだいがくいんだいがく、英語: Graduate University Of Japan Traditional Medicine And Science）は、東京都新宿区左門町5番地に本部を置いていた日本の私立大学である。2007年に設置され、2010年に廃止された。
新宿鍼灸柔整専門学校に、併設されていた。2009年に学生募集を停止、2010年に廃校となった。
鍼灸を主とする伝統医療と現代医療との協調による指導者を育成することを目的に学校法人小倉学園が設置した。

## 設置研究科
- 総合医療研究科
  - 臨床鍼灸専攻

## 附属施設
- 日本伝統医療科学大学附属四谷左門町医院

## 姉妹校
- 群馬自動車大学校
- 東京自動車大学校
- 早稲田美容専門学校
- 新宿医療専門学校